# Percnon gibbesi
Percnon gibbesi là một loài cua trong họ Percnidae. Đây là một trong ít nhất hai loài thường được gọi bằng cái tên "Sally Lightfoot" (loài còn lại là Grapsus grapsus, sống bán cạn dọc bờ biển Thái Bình Dương châu Mỹ). Loài cua này còn được biết đến với các tên gọi khác như "cua nước bắn lanh lợi" (nimble spray crab) hoặc "cua nhím biển" (urchin crab). Percnon gibbesi từng được mô tả là "loài giáp xác mười chân xâm lấn mạnh nhất từng xuất hiện ở Địa Trung Hải".

## Mô tả
Cua trưởng thành có thể đạt kích thước mai dài 30 milimét (1,2 in) theo chiều rộng, chân có vòng màu vàng ở các khớp. Mỗi cặp trong năm cặp chân đi đều có một hàng gai dọc theo mép trước. Những con cái mang trứng thường được bắt gặp ở ngoài khơi Tây Phi vào khoảng tháng 2, tháng 4 và tháng 8; ấu trùng nở ra từ chúng là những sinh vật phù du và sống lâu, điều này có thể góp phần vào tính xâm lấn của loài này.

## Phân loại
Chi Percnon hiện được xếp vào họ Percnidae, mặc dù chúng cũng đã từng được xếp vào họ Plagusiidae.

## Phân bổ
P. gibbesi là một trong những loài cua có phân bổ rộng rãi nhất, được tìm thấy ở cả hai bờ Đại Tây Dương và bờ biển Thái Bình Dương của Bắc Mỹ. Phạm vi của chúng trải dài từ California đến Chile, trong khi ở Đại Tây Dương, chúng thường xuất hiện từ Florida đến Brasil và từ Madeira đến Vịnh Guinea. Gần đây, loài này được phát hiện đã xâm lấn khu vực Địa Trung Hải, lần đầu tiên được phát hiện tại Linosa, Sicilia vào năm 1999. Sau đó, chúng tiếp tục được tìm thấy ở Quần đảo Baleares, ở Hy Lạp, ở Libya, Malta và ở Israel.

## Sinh thái học
Điều khá đặc biệt so với các loài cua ôn đới khác, P. gibbesi là loài ăn cỏ hoàn toàn. Ở Biển Caribe, P. gibbesi có liên quan đến loài nhím biển Diadema antillarum. Ở Biển Địa Trung Hải, P. gibbesi sống hầu như chỉ giữa những tảng đá lớn và bị loài bản địa Pachygrapsus marmoratus cạnh tranh. P. gibbesi bị cá và động vật không xương sống săn bắt để làm thức ăn.